# Награди „Оскар“ (91-ва церемония)
Деветдесет и първата церемония по връчване на филмовите награди „Оскар“ се провежда на 24 февруари 2019 г. в Долби Тиътър в американския град Лос Анджелис и се излъчва за пореден път по канала Ей Би Си. Номинациите биват обявени на 22 януари 2019 г., като за първи път от 30 години, награждаването се провежда без водещ, а самите награди биват обявявани от различни хора, връчващи статуетките. Церемонията закрива Джулия Робъртс.